# كامبيلو سول كليتونو
كامبيلو سول كليتونو (بالإيطالية: Campello sul Clitunno)‏ هي بلدية في مقاطعة بيرودجا في إقليم أومبريا في إيطاليا.

## السكان
في سنة 1861 بلغ عدد السكان 1٬587 نسمة، وتطور العدد ليصل في سنة 2011 لـ 2٬500 نسمة.
يظهر هذا المخطط البياني تطور النمو السكاني لـ كامبيلو سول كليتونو